# 1942年のNFL
1942年のNFLは、NFLの23年目のシーズンである。
シーズン開幕前、太平洋戦争が勃発した影響で、各チームを兵役で去る選手が多く居たため、各チームの選手数が不足する状態でシーズンが行われた。
NFLチャンピオンシップで、2年前のチャンピオンシップでシカゴ・ベアーズに73-0の惨敗を喫したワシントン・レッドスキンズが、シカゴ・ベアーズを14対6で破り、リベンジを果たした。

## ドラフト
1941年12月22日にドラフトが行われ、22巡200名が指名された。

## 主なルール変更
- サイドラインとゴールラインの交差する地点にフラッグを設置することが義務付けられた。
- センターやスナッパーの体の一部が守備側ラインを超えない限り、オフサイドにならないと明確に定義された。
- ハーフ終了と同時に両チームが反則した場合、ハーフは終了せず、1プレー継続することになった。
- キック用の取り外し可能な器具の使用が禁止された。
- エンクローチメントやフォルススタートの反則が相手チームのオフサイドが原因で発生した場合、オフサイドのみを反則とすることになった。
- フォワードパスが無資格レシーバーに触れても、そこでボールデッドにはならず、インターセプトできるように変更された。
- 攻撃側チームが敵陣エンドゾーンでパス・インターフェアランスの反則をした場合、自動的にタッチバックになるように変更された。

## 順位表
| 東地区                       |    |    |    |      |      |      |
| チーム                       | 勝 | 敗 | 分 | 率   | 得点 | 失点 |
| ワシントン・レッドスキンズ   | 10 | 1  | 0  | .909 | 227  | 102  |
| ピッツバーグ・スティーラーズ | 7  | 4  | 0  | .636 | 167  | 119  |
| ニューヨーク・ジャイアンツ   | 5  | 5  | 1  | .500 | 155  | 139  |
| ブルックリン・ドジャース     | 3  | 8  | 0  | .273 | 100  | 168  |
| フィラデルフィア・イーグルス | 2  | 9  | 0  | .182 | 134  | 239  |

| 西地区                   |    |    |    |       |      |      |
| チーム                   | 勝 | 敗 | 分 | 率    | 得点 | 失点 |
| シカゴ・ベアーズ         | 11 | 0  | 0  | 1.000 | 376  | 84   |
| グリーンベイ・パッカーズ | 8  | 2  | 1  | .800  | 300  | 215  |
| クリーブランド・ラムズ   | 5  | 6  | 0  | .455  | 150  | 207  |
| シカゴ・カージナルス     | 3  | 8  | 0  | .273  | 98   | 209  |
| デトロイト・ライオンズ   | 0  | 11 | 0  | .000  | 38   | 263  |